# (If There Was) Any Other Way
(If There Was) Any Other Way è una canzone della cantante canadese Céline Dion, tratta dal suo primo album in lingua inglese, Unison. (If There Was) Any Other Way è stata pubblicata dalla Columbia Records in Canada nel marzo 1990 come primo singolo promozionale, mentre in altri paesi fu pubblicata come secondo singolo. il brano è stato scritto da Paul Bliss, mentre la produzione è stata curata da Christopher Neil.
Dopo la sua pubblicazione, (If There Was) Any Other Way ricevette molti consensi da parte della critica musicale. Il singolo ebbe anche un'ottima accoglienza anche a livello commerciale, raggiungendo la posizione numero 23 della classifica canadese dei singoli e la numero trentacinque della Billboard Hot 100. Inoltre, fu un successo anche nelle classifiche Adult Contemporary, dove raggiunse la numero otto negli Stati Uniti e la numero dodici in Canada. Per la promozione del singolo furono realizzati due videoclip musicali.

## Antefatti, contenuti e pubblicazioni
Nel 1990, Céline si preparava a pubblicare il suo primo album in lingua inglese per esordire nel mercato americano e mondiale: Unison. Dopo aver pubblicato diversi album in lingua francese in Canada e Francia negli anni '80, Céline registrò nuove canzoni in inglese a Londra, Los Angeles e New York. All'inizio, Unison fu distribuito solo in Canada e (If There Was) Any Other Way fu scelto come singolo apripista. Scritto dal musicista britannico Paul Bliss e arrangiato dal produttore discografico britannico Christopher Neil, il singolo fu pubblicato nel marzo 1990.
Un anno dopo, il 18 marzo 1991, (If There Was) Any Other Way fu pubblicato come secondo singolo negli Stati Uniti, dopo Where Does My Heart Beat Now. Per il mercato statunitense, il singolo fu remixato da Walter Afanasieff. Questa versione americana presenta un mix audio diverso dalla versione originale pubblicata in Canada e dalla quella contenuta nell'album: il riverbero fu applicato dappertutto (il più evidente alla traccia vocale di Dion), le chitarre furono riequilibrate in modo da essere meno udibili in alcuni punti della canzone e più prominenti in altri, la batteria presenta effetti "rimshot" durante i cori, le linee del sintetizzatore aggiuntive sono state sovra-incise sulla traccia della tastiera esistente (più evidentemente nella barra prima dell'interruzione strumentale) e la dissolvenza è stata leggermente estesa in lunghezza. Questa versione fu utilizzata anche nel videoclip musicale per la promozione in America. Inoltre, (If There Was) Any other Way fu remixato anche da Daniel Abraham, un produttore discografico francese residente a New York. I suoi dance remix apparvero sul singolo americano promozionale.
(If There Was) Any other Way fu pubblicato come singolo anche in alcuni paesi europei, in Australia e in Giappone.

## Videoclip musicale
Per la promozione del singolo furono realizzati due videoclip musicali: il primo diretto da Derek Case e pubblicato nel marzo 1990 per il mercato canadese, il secondo girato per il mercato statunitense a Los Angeles e a Vancouver, nella British Columbia. Il video fu diretto da Dominic Orlando e pubblicato nel marzo 1991. I due videoclip sono stati inclusi nelle diverse versioni dell'home video Unison, pubblicato nel 1991 dalla Dion, a seconda della versione canadese o statunitense.

## Recensioni da parte dell critica
Dave Sholin del Gavin Report riguardo al brano scrisse: "Nulla assomiglia alla crescita e allo sviluppo di un artista genuino. Céline rientra sicuramente in quella categoria, catturando i cuori degli americani nello stesso modo con il quale lo ha fatto nel suo Canada nativo, negli ultimi anni. Passare dalla canzone lampadina a un ritmo vivace offre agli ascoltatori l'opportunità di ascoltare un altro lato di questo meraviglioso talento." Il senior editor di AllMusic, Stephen Thomas Erlewine, scrisse: "Un esordio americano raffinato e sofisticato di questa famosa cantante canadese, con i singoli di successo (If There Was) Any Other Way e Where Does My Heart Beat Now".

## Successo commerciale
In Canada, (If There Was) Any other Way è entrato nella classifica RPM Top Singles il 31 marzo 1990, raggiungendo la posizione numero ventitré il 9 giugno 1990. La canzone entrò anche nella classifica RPM Adult Contemporary il 24 marzo 1990 alla posizione numero dodici. Negli Stati Uniti, il singolo debuttò nella Billboard Hot 100 il 6 aprile 1991, salendo alla numero trentacinque l'11 giugno 1991. Il brano entrò anche nella classifica americana del genere Adult Contemporary il 30 marzo 1991, raggiungendo l'ottava posizione.

## Interpretazioni dal vivo
Céline Dion cantò (If There Was) Any Other Way in alcuni show televisivi canadesi nel 1990. Céline interpretò il brano anche nel varietà canadese/statunitense Super Dave Show e anche in Norvegia nel 1991. La Dion cantò (If There Was) Any Other Way durante il suo Unison Tour.

## Formati e tracce
CD Maxi Singolo Promo (Australia) (CBS: 656160 2)
1. (If There Was) Any Other Way – 3:59 (Paul Bliss)
2. (If There Was) Any Other Way (Instrumental) – 3:59 (Bliss)

CD Singolo Promo (Canada) (Columbia: CDNK 520)
1. (If There Was) Any Other Way – 3:59 (Bliss)

CD Maxi Singolo (Europa) (Columbia: 656160 2)
1. (If There Was) Any Other Way – 3:59 (Bliss)
2. I'm Loving Every Moment With You – 4:08 (Pressly, Keane, Collins)
3. If We Could Start Over – 4:23 (Meissner)

CD Mini Singolo (Giappone) (Epic: ESDA 7070)
1. (If There Was) Any Other Way – 3:54 (Bliss)
2. I'm Loving Every Moment With You – 4:08 (Eric Pressly, Tom Keane, Tyler Collins)

CD Singolo Promo (Stati Uniti d'America) (Epic: ESK-73665)
1. (If There Was) Any Other Way – 3:59 (Bliss)

CD Singolo Promo (Stati Uniti d'America) (Epic: ESK-73665)
1. (If There Was) Any Other Way – 3:54 (Bliss)
2. (If There Was) Any Other Way – 5:39 (Bliss)

LP Singolo 7" (Australia; Canada) (CBS: 656160 7; Columbia: C4 3132)
1. (If There Was) Any Other Way – 3:59 (Bliss)
2. (If There Was) Any Other Way (Instrumental) – 3:59 (Bliss)

LP Singolo 7" (Europa) (CBS: 656160 7)
1. (If There Was) Any Other Way – 3:59 (Bliss)
2. I'm Loving Every Moment With You – 4:08 (Pressly, Keane, Collins)

LP Singolo Promo 7" (Spagna) (CBS: ARIC 2548)
1. (If There Was) Any Other Way – 3:59 (Bliss)

LP Singolo 7" (Stati Uniti d'America) (Epic: 34-73665)
1. (If There Was) Any Other Way (Remix) – 3:59 (Bliss)
2. Where Does My Heart Beat Now – 4:33 (testo: Robert White Johnson – musica: Taylor Rhodes)

LP Singolo 12" (Europa) (Columbia: 656160 6)
1. (If There Was) Any Other Way – 3:59 (Bliss)
2. I'm Loving Every Moment With You – 4:08 (Pressly, Keane, Collins)
3. If We Could Start Over – 4:23 (Stan Meissner)

MC Singolo (Australia) (CBS: 656160 4)
1. (If There Was) Any Other Way – 4:00 (Bliss)
2. (If There Was) Any Other Way (Instrumental) – 4:00 (Bliss)

MC Singolo Deluxe Edition (Messico) (Columbia: 656160 2)
1. (If There Was) Any Other Way – 3:59 (Bliss)
2. I'm Loving Every Moment With You – 4:08 (Pressly, Keane, Collins)
3. If We Could Start Over – 4:23 (Meissner)

MC Singolo (Stati Uniti) (Epic: 34T 73665)
1. (If There Was) Any Other Way (Remix) – 3:59 (Bliss)
2. Where Does My Heart Beat Now – 4:33 (testo: Johnson – musica: Rhodes)

## Classifiche

### Classifiche settimanali
| Classifica (1990-1991)                                | Posizione massima raggiunta |
| ----------------------------------------------------- | --------------------------- |
| Canada (RPM 100 Singles)                              | 23                          |
| Canada (RPM Adult Contemporary)                       | 12                          |
| Stati Uniti (Billboard Hot 100)                       | 35                          |
| Stati Uniti (Billboard Hot Adult Contemporary Tracks) | 8                           |

### Classifiche di fine anno
| Classifica (1990)                                      | Posizione |
| ------------------------------------------------------ | --------- |
| Canada (RPM Top 100 Adult Contemporary Tracks of 1990) | 84        |

## Crediti e personale
Registrazione
- Registrato ai West Side Studios di Londra

Personale
- Arrangiato da - Christopher Neil
- Chitarra - Phil Palmer
- Ingegnere del suono - Daniel Abraham
- Musica di - Paul Bliss
- Percussioni (remix) - Walter Afanasieff
- Produttore - Christopher Neil
- Produzione aggiuntivo (remix) - Walter Afanasieff
- Remixato da - Dana Jon Chappelle
- Remixato da (assistente) - Gragg Lunsford
- Tastiere (remix) - Walter Afanasieff
- Testi di - Paul Bliss

## Cronologia di rilascio
| Paese       | Data | Formato                    |
| ----------- | ---- | -------------------------- |
| Australia   | 1990 | Musicassetta • Vinile (7") |
| Canada      | 1990 | Musicassetta • Vinile (7") |
| Europa      | 1990 | CD • Vinile (7"), (12")    |
| Giappone    | 1991 | CD Mini                    |
| Messico     | 1990 | Musicassetta               |
| Stati Uniti | 1990 | Musicassetta • Vinile (7") |